# Joseph R. Jennings
Joseph R. Jennings (* 16. August 1921 in Jonesboro, Arkansas; † 1. April 2015 in West Hills, Los Angeles) war ein US-amerikanischer Szenenbildner und Artdirector.

## Leben
Jennings begann seine Karriere im Filmstab Anfang der 1970er Jahre beim Fernsehen. Er arbeitete als Artdirector an Fernsehserien wie Rauchende Colts, Petrocelli und Project U.F.O. Für sein Wirken war er zwei Mal für den Primetime Emmy nominiert; 1977 für die Miniserie Roots und 1981 für die Miniserie Shogun.
1979 arbeitete er mit Star Trek: Der Film erstmals an einer großen Hollywoodproduktion. 1980 war er hierfür zusammen mit Harold Michelson, Leon Harris, John Vallone und Linda DeScenna für den Oscar in der Kategorie Bestes Szenenbild nominiert, die Auszeichnung ging in diesem Jahr jedoch an den Tanzfilm Hinter dem Rampenlicht. In der Folge wirkte er als Szenenbildner an der Fortsetzung, Star Trek II: Der Zorn des Khan und der Komödie Dotterbart.

## Filmografie (Auswahl)
- 1979: Star Trek: Der Film (Star Trek: The Motion Picture)
- 1982: Star Trek II: Der Zorn des Khan (Star Trek II: The Wrath of Khan)
- 1983: Dotterbart (Yellowbeard)

## Nominierungen (Auswahl)
- 1980: Oscar-Nominierung in der Kategorie Bestes Szenenbild für Star Trek: Der Film